# Kingsman: Таємна служба
«Kingsman: Таємна служба» (англ. «Kingsman: The Secret Service») — британський комедійний бойовик режисера, продюсера і сценариста Метью Вона, що вийшов 2014 року. У головних ролях Колін Ферт, Терон Еджертон, Семюел Л. Джексон. Стрічка створена на основі коміксу «Секретна служба» Марка Міллара і Дейва Ґіббонса.
Вперше фільм продемонстрували 13 грудня 2014 року у США на кінофестивалі Butt-Numb-A-Thon. В Україні у кінопрокаті показ фільму відбувся 12 лютого 2015 року.

## Сюжет
Kingsman — це надсекретна організація, мета якої — рятувати Британію від усіляких негараздів. Гаррі Гарт, також відомий за своїм позивним Ґалагед, вирішує взяти під свою опіку Ґері Анвіна, сина його друга, що колись врятував йому життя й підготувати його до служби в агенції.
1997 рік. Під час місії на Середньому Сході гине агент секретної служби, ціною власного життя рятуючи решту команди. Його наставник Гаррі Гарт, за псевдонімом Ґалагед, відвідує родину загиблого, де передає вдові й маленькому синові Еґґзі медаль за відвагу й обіцяє виконати будь-яку послугу, варто тільки зателефонувати на певний номер і сказати пароль.
17 років потому. Еґґзі молодий чоловік, який із відзнакою закінчив початкову школу, виявляв талант до гімнастики й відслужив у морській піхоті, але безробітний і поки що не знайшов місця в житті. Він свариться з бандою Діна, свого вітчима, але змушений капітулювати через чисельну перевагу супротивника. Щоб помститися, Еґґзі зі приятелями викрадає машину одного з них, однак хлопців наздоганяє поліція й тепер йому загрожує 18 місяців в'язниці. Він телефонує Ґалагедові й той рятує юнака від неприємностей. Гаррі розповідає, що він і батько Еґґзі, який пожертвував своїм життям, рятуючи соратників, працювали на Kingsman. І що його батькові не сподобалося би, що настільки обдарований юнак марнує свій блискучий потенціал. У цей момент до паба приходить зграя Діна, щоб помститися Еґґзі за його витівку, але з необережності ображає Гаррі, після чого той віртуозно розправляється з усією бандою.
Тим часом у горах Аргентини, під час операції з порятунку професора Джеймса Арнольда, викраденого ексцентричним мільярдером Річмондом Валентайном, від рук помічниці лиходія на ім'я Газель гине інший секретний агент — Ланселот. Голова Kingsman Артур приймає рішення про поповнення рядів, і тепер кожен агент повинен надати свого кандидата. Гаррі, звісно, пропонує Еґґзі.
Він разом з іншими претендентами, серед яких доброзичлива Роксі й зарозумілий Чарлі, проходить низку випробувань під керівництвом Мерліна, керівника технічної служби. Найкращий із команди стане новим Ланселотом, інші вирушать додому. На початку навчання кожен кандидат обирає цуценя, з якого він повинен виростити справжню бойову собаку. Еґґзі бере мопса, помилково вважаючи, що це щеня бульдога. Тим часом Гаррі відвідує професора Арнольда, щоби з'ясувати подробиці викрадення. Під час допиту голова вченого вибухає, а на Ґалагеда нападає пара головорізів. Той утікає, влаштовуючи вибух, але в результаті впадає в кому та приходить до тями тільки за декілька місяців.
Мерлін установлює, що професор загинув від дії невеликого імплантата в шиї. Слід виводить його на Річмонда Валентайна, який в цей час влаштовує атракціон нечуваної щедрості, надаючи всім охочим безкоштовні сім-картки з безлімітними дзвінками й інтернетом. Окрім цього, він таємно вербує чи викрадає впливових людей в усьому світі, до числа яких входить і шведська принцеса Тільда.
До цього часу з усіх претендентів залишається тільки троє: Еґґзі, Чарлі й Роксі. Відбувається нове випробування, за результатами якого Чарлі з ганьбою вирушає додому, а двоє інших виходять до фіналу. За традицією їм дається 24 години на спілкування зі своїми наставниками. Гаррі навчає юнака, розповідає, що означає бути джентльменом, показує арсенал і замовляє йому костюм, кажучи, що навіть якщо Еґґзі не стане агентом, той залишиться в нього на пам'ять.
Ґалагед відвідує Валентайна під виглядом мільярдера-філантропа, і з'ясовує, що той цікавиться однією маленькою церквою в штаті Кентуккі. Однак лиходій розуміє, що Гаррі є тим агентом, що приходив до професора. Еґґзі, у свою чергу, провалює фінальне завдання, оскільки відмовляється застрелити свою собаку, і вирушає додому, а новим Ланселотом стає Роксі. Розсерджений Гаррі примусово привозить юнака до свого будинку, де показує опудало собаки, яку свого часу так само «застрілив» (патрони були холості). Після чого привіз до себе, де вона прожила ще 11 років, бо Kingsman покликані захищати життя, а не витрачати їх даремно, і всі смерті під час навчання були не більше, аніж фікцією. Гаррі потрібно вирушати до церкви й він залишає Еґґзі, пообіцявши в усьому розібратися після повернення.
Виявляється, що Валентайн планував використовувати прочан для тестування своєї психотронної зброї. За командою телефони з сім-картами його виробництва розпочинають транслювати сигнал, що викликає неконтрольовану агресію та спрагу до вбивства в усіх, хто опинився в радіусі дії. Потрапивши під уплив, Ґалагед улаштовує в церкві бійню. У результаті всі парафіяни мертві, а Гаррі на виході зустрічає Валентайна, який розкриває свій план: знищити більшу частину людства, оскільки воно руйнує Землю, для того, щоб потім разом з обраними сховатися в бункерах, побудувати новий світ. Після цього Валентайн убиває агента.
За цими подіями відеозв'язком спостерігали Мерлін, Артур й Еґґзі, залишений у будинку в Гаррі. Засмучений смертю наставника, юнак кидається до голови Kingsman. Той пропонує за традицією випити за загиблого агента келих коньяку, але Еґґзі помічає в нього такий самий шрам, який був у професора та інших обраних. Розуміючи, що Артур зрадник, юнак відволікає його та міняє місцями чарки. У результаті голова випиває отруєний коньяк і вмирає. Еґґзі виймає з його шиї мікрочип, який віддає на дослідження Мерліну. Той визначає, що чип покликаний блокувати сигнал від сім-карт, а як бонус Валентайн може дистанційно вбити будь-якого власника такого пристрою. Тепер Еґґзі, Мерлін і Роксі повинні запобігти кінцю світу.
Роксі вирушає в космос, аби знищити один із супутників Валентайна, розірвати ланцюжок, яким буде передаватися сигнал і тим самим виграти час для напарників. Мерлін й Еґґзі, використовуючи запрошення Честера Кінга (справжнє ім'я Артура), проникають у бункер до Валентайна та його компанії. Еґґзі вдається підключитися до внутрішньої мережі бази, після чого Мерлін починає зламувати програму лиходія. Проте все летить коту під хвіст, коли юнака викриває Чарлі, що опинився серед еліти. Внаслідок цього Валентайн поспішно зрушує таймер запуску програми на дві хвилини. Еґґзі вдається втекти назад на літак до Мерліна, де виявляється, що той не може зламати біометричний захист системи запуску. Юнакові нічого не залишається, як повернутися, щоб убити Річмонда Валентайна. На зворотному шляху на нього чекає серйозна перешкода у вигляді озброєного загону, який бере його в оточення. Але Мерлін підключається до мережі й підриває імплантати всіх обраних. Принцеса Тільда, яка, як виявилося, під час бою перебувала в камері за спиною Еґґзі, обіцяє тому поцілунок і навіть більше, якщо він переможе головного лиходія. Натхненний цим фактом юнак поспішає до Валентайна, який, хоч і засмучений масовою гибеллю соратників, не збирається відмовлятися від своїх планів і вже запустив програму. У той час як люди в усьому світі вбивають один одного, Еґґзі намагається впоратися з помічницею мільярдера Газеллю, яка спритно орудує лезами в протезах ніг. Здолавши її, хлопець убиває й самого Річмонда Валентайна, тим самим помстившись за Гаррі й урятувавши світ. Після чого бере шампанське та пару келихів і вирушає до принцеси за нагородою.
У сцені після титрів Еґґзі повертається до пабу, щоб забрати від вітчима матір і маленьку сестричку, де в точності повторюється та сама сцена, що й раніше з Гаррі.

## Творці фільму

### Знімальна група
Кінорежисер — Метью Вон, сценаристами були Метью Вон і Джейн Ґолдмен, кінопродюсерами — Метью Вон, Адам Болінґ і Девід Рейд. Композитор: Генрі Джекмен і Метью Марджесон, кінооператор — Джордж Річмонд, кіномонтаж: Едді Гемілтон і Джон Гарріс. Підбір акторів — Реґ Порскот-Еджертон, Художник-постановник: Пол Кірбі, артдиректор: Ендрю Екленд-Сноу, Стів Картер, Джо Говард, Пол Спріґґс, Енді Томсон, Том Вайтгед і Кейт Пейн, художник по костюмах — Аріана Філіпс.

### У ролях
Позивні агентів Кінгсман взяті на честь героїв Артуріани
| Актор             | Персонаж                                                      | Роль                              |
| ----------------- | ------------------------------------------------------------- | --------------------------------- |
| Колін Ферт        | Гаррі Гарт, позивний Ґалагед англ. Harry Hart/Galahad         | таємний агент                     |
| Терон Еджертон    | Ґері «Еґґзі» Анвін, позивний Ґалагед англ. Gary "Eggsy" Unwin | майбутній таємний агент           |
| Семюел Л. Джексон | Річмонд Валентайн англ. Richmond Valentine                    | інтернет-мільярдер                |
| Марк Стронг       | позивний Мерлін англ. Merlin                                  | старший службовець таємної служби |
| Майкл Кейн        | Честер Кінґ, позивний Артур англ. Arthur/Chester King         | директор таємної служби           |
| Софі Куксон       | Роксі, позивний Ланселот англ. Roxy                           | майбутня таємна агентка           |
| Софія Бутелла     | Газель англ. Gazelle                                          | помічниця Валентайна              |
| Саманта Вомек     | Мішель Анвін англ. Michelle Unwin                             | мати Еґґзі                        |
| Едвард Голкрофт   | Чарлі Гескет англ. Charlie Hesketh                            | кандидат, суперник Еґґзі          |
| Ральф Айнесон     |                                                               | поліцейський                      |

## Сприйняття

### Критика
Фільм отримав здебільшого позитивні відгуки: Rotten Tomatoes дав оцінку 74 % на основі 213 відгуків від критиків (середня оцінка 6,8/10) і 84 % від глядачів зі середньою оцінкою 4/5 (118 287 голосів). Загалом на сайті фільми має позитивний рейтинг, фільму зарахований «стиглий помідор» від кінокритиків і «попкорн» від глядачів, Internet Movie Database — 7,8/10 (312 029 голосів), Metacritic — 58/100 (39 відгуків критиків) і 8,0/10 від глядачів (1142 голоси). Загалом на цьому ресурсі від критиків фільм отримав змішані відгуки, а від глядачів — позитивні.
Олекса Мельник на ресурсі «PlayUA» поставив фільму 91/100, сказавши, що «Kingsman — це вдалий експеримент з жанром, що не забувши класику вправно її модернізував і вдихнув нове життя. Ні на секунду не провисає і справді приголомшує деякими місцями. Обов'язково подивіться».

### Касові збори
Під час показу у США, що розпочався 13 лютого 2015 року, протягом першого тижня фільм показали у 3,204 кінотеатрах і він зібрав $36 206 331, що на той час дозволило йому зайняти 2 місце серед усіх прем'єр. Показ фільму тривав 147 днів (21 тиждень) і завершився 9 липня 2015 року. За цей час фільм зібрав у прокаті у США $128 261 724 доларів США, а у решті світу $286 089 822 (за іншими даними $276 300 000), тобто загалом $414 351 546 (за іншими даними $404 561 724) при бюджеті $81 млн.

## Музика
Музика до фільму «Kingsman: Таємна служба» була написана Генрі Джекменом і Метью Марджесоном, саундтрек був випущений 17 лютого 2015 року лейблом «La-La Land Records».
| Список треків | Список треків                           | Список треків |
| #             | Назва                                   | Тривалість    |
| ------------- | --------------------------------------- | ------------- |
| 1.            | «Manners Maketh Man»                    | 1:38          |
| 2.            | «The Medallion»                         | 2:14          |
| 3.            | «Valentine»                             | 2:25          |
| 4.            | «To Become A Kingsman»                  | 4:19          |
| 5.            | «Pick A Puppy»                          | 2:13          |
| 6.            | «Drinks With Valentine»                 | 2:40          |
| 7.            | «Skydiving»                             | 3:37          |
| 8.            | «Shame We Had To Grow Up»               | 1:56          |
| 9.            | «Kentucky Christians»                   | 2:37          |
| 10.           | «Curious Scars And Implants»            | 3:09          |
| 11.           | «Toast To A Kingsman»                   | 1:56          |
| 12.           | «An 1815 Napoleonic Brandy»             | 4:23          |
| 13.           | «Eat, Drink, And Paaaaarty»             | 1:54          |
| 14.           | «Calculated Infiltration»               | 7:54          |
| 15.           | «Out Of Options»                        | 1:48          |
| 16.           | «Hand On The Machine»                   | 2:22          |
| 17.           | «Finale»                                | 3:56          |
| 18.           | «Original Valentine Ideas (Demo Suite)» | 6:25          |

## Дубляж українською мовою
Дублювання українською мовою виконала студія «Postmodern». Переклад здійснив Сергій Ковальчук, режисер — Катерина Брайковська, звукорежисери — Олександр Мостовенко і Антон Семикопенко, менеджер проєкту — Ірина Туловська.
Ролі озвучили: Олег Лепенець, Андрій Федінчик, Кирило Нікітенко, Владислав Пупков, Михайло Жонін, Катерина Брайковська, Оксана Поліщук, Дмитро Сова, Юрій Сосков, Михайло Кришталь, Валерій Легін, Євген Пашин, Наталя Романько-Кисельова, Світлана Шекера, Володимир Канівець, Павло Лі, Юлія Перенчук, Анатолій Пашнін, Наталя Задніпровська, Павло Скороходько, Володимир Терещук, Олег Стальчук, Аліса Гур'єва, Роман Чорний, Олексій Череватенко.

## Виноски
1. 1 2  Kingsman: The Secret Service: Release Info (англ.). Internet Movie Database. Архів оригіналу за 18 лютого 2015. Процитовано 1 березня 2015.
2. 1 2  Kingsman: Таємна служба на сайті Kino-teatr.ua
3. 1 2 3 4 5 6  Kingsman: The Secret Service (англ.). Box Office Mojo. Архів оригіналу за 26 червня 2017. Процитовано 1 березня 2015.
4. 1 2 3 4  Kingsman: The Secret Service (2015) (англ.). The Numbers. Архів оригіналу за 16 жовтня 2014. Процитовано 21 листопада 2014.
5. 1 2  Kingsman: The Secret Service (англ.). Internet Movie Database. Архів оригіналу за 20 листопада 2015. Процитовано 21 листопада 2015.
6. ↑  Kingsman: The Secret Service (англ.). Allmovie. Архів оригіналу за 20 лютого 2015. Процитовано 1 березня 2015.
7. 1 2  Kingsman: The Secret Service: Full Cast & Crew (англ.). Internet Movie Database. Архів оригіналу за 14 лютого 2015. Процитовано 1 березня 2015.
8. ↑  Kingsman: The Secret Service (англ.). Rotten Tomatoes. Архів оригіналу за 2 листопада 2018. Процитовано 21 листопада 2015.
9. ↑  Kingsman: The Secret Service (англ.). Metacritic. Архів оригіналу за 18 березня 2015. Процитовано 21 листопада 2015.
10. ↑  Олекса Мельник (22 лютого 2015). Огляд фільму Kingsman: Таємна служба. PlayUA. Архів оригіналу за 25 лютого 2015. Процитовано 1 березня 2015.
11. ↑  filmmusicreporter (21 січня 2015). ‘Kingsman: The Secret Service’ Soundtrack Details (англ.). Film Music Reporter. Архів оригіналу за 2 січня 2022. Процитовано 21 листопада 2015.
12. ↑  Henry Jackman & Matthew Margeson – Kingsman: The Secret Service (Original Motion Picture Score) (англ.). Discogs. Архів оригіналу за 24 лютого 2021. Процитовано 21 листопада 2015.
13. ↑  Kingsman: The Secret Service (англ.). Amazon.com, Inc. Процитовано 21 листопада 2015.
14. ↑  Kingsman: The Secret Service (англ.). Postmodern LLC. Архів оригіналу за 23 листопада 2015. Процитовано 23 листопада 2015.